# Companhia de Navegação do Alto Paraguai
A Companhia de Navegação do Alto Paraguai foi uma empresa criada 1858 por José Antônio Soares e apoiada pelo governo imperial brasileiro através de subsídios. O objetivo da empresa foi explorar comercialmente a rota entre o Rio de Janeiro e a província de Mato Grosso, sendo esta pioneira. Dentre seus navios, havia o vapor Marquês de Olinda, aprisionado pelos paraguaios em 12 de novembro de 1864.